# John Foster (ur. 1938)
John Frederick Foster (ur. 25 lutego 1938 w Wallasey) – żeglarz sportowy i bobsleista z Wysp Dziewiczych Stanów Zjednoczonych. Uczestnik sześciu igrzysk olimpijskich.
Wystąpił w regatach w klasie Tempest na igrzyskach olimpijskich w 1972. Zawody żeglarskie odbywały się w Kilonii. Razem, z nim płynął John Hamber. Zajęli 20. miejsce na 21 startujących. Na kolejnych igrzyskach olimpijskich w 1976, również w klasie Tempest, zajął razem z Danem Morrisonem 13. miejsce na 16. załóg.
Na igrzyskach w 1984 w Los Angeles, 1988 w Seulu i 1992 w Barcelonie startował w klasie Star. Razem z nim załogę tworzył jego syn John Foster Jr.. Zajęli kolejno miejsca 18., 20. i 25..
Wystąpił również dwójkach bobslejowych (razem z Johnem Reeve) na igrzyskach olimpijskich w 1988 w Calgary. Zajęli ostatnie 38. miejsce.